# Pieczęć stanowa Missisipi

Pieczęć stanowa Missisipi

Pieczęć stanowa Missisipi jest jedną z najstarszych. Uchwalono w 1798 roku w czasach Terytorium Missisipi. W roku 1817 stała się pieczęcią nowo powstałego dwudziestego stanu.
Orzeł z szeroko rozłożonymi skrzydłami i wysoko uniesioną głową symbolizuje dumę. W jego szponach są gałązki oliwne, oznaczające pragnienie pokoju i strzały symbolizujące gotowość do walki. Głowa skierowana w kierunku gałązek symbolizuje pokój jako najwyższy cel, a wojnę jako ostateczność. Gwiazdy i pasy wzięto z godła USA. Napis na zewnętrznym kręgu brzmi pieczęci: Wielka Pieczęć Stanu Missisipi.